# Tiamat (gruppo musicale)
I Tiamat sono un gruppo gothic/doom metal svedese fondato nel 1989 dal cantante e chitarrista Johan Edlund.

## Storia
Ai suoi esordi, la band aderiva al genere Black Metal con il nome di Treblinka. Dopo la registrazione dell'album Sumerian Cry, nel 1989, il cantante e chitarrista Johan Edlund ed il bassista Jörgen Thullberg uscirono dalla band e successivamente presero il nome di Tiamat.
Dopo il debutto, Edlund mutò lo stile della band accogliendo influenze che spaziavano dai Mercyful Fate ai Candlemass, dai Pink Floyd ai King Crimson, con testi dai temi ispirati alla religione sumera. Il chitarrista polacco Waldemar Sorychta avrebbe prodotto e suonato in diversi album della band, così come fece per altre band appartenenti alla stessa etichetta discografica dei Tiamat, tra cui i Moonspell, i Rotting Christ, i Lacuna Coil ed i Samael.

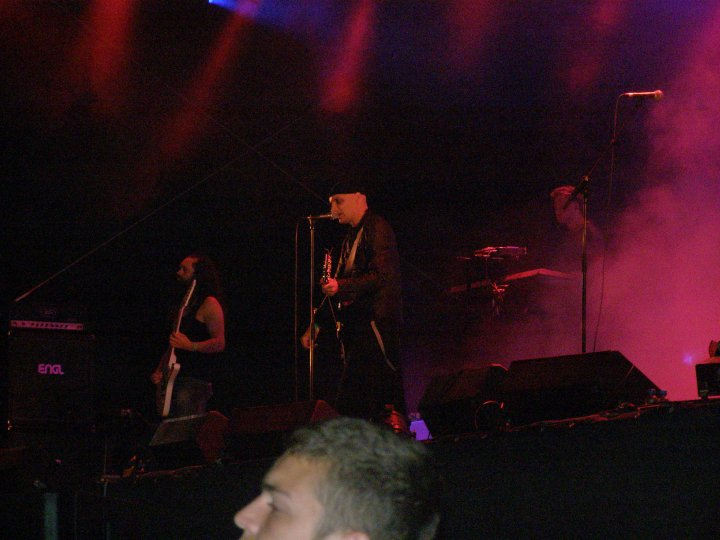
I Tiamat live al Wacken Open Air 2010

Lo stile del gruppo è di difficile collocazione musicale, grazie ad uno stile mutato nel tempo e aperto a sperimentazioni e contaminazioni di vario genere. Dal death metal e doom metal degli esordi, datati 1990 con Sumerian Cry, The Astral Sleep del 1991 e Clouds del 1992, al gothic metal dalle venature darkeggianti unite alla psichedelia dal sapore decisamente "Pinkfloydiano" di Wildhoney del 1994, alla sperimentazione elettronica di A Deeper Kind of Slumber, album uscito nel 1997, anno del concerto come headliner al Dynamo Open Air di Eindhoven di fronte a oltre 70.000 spettatori.

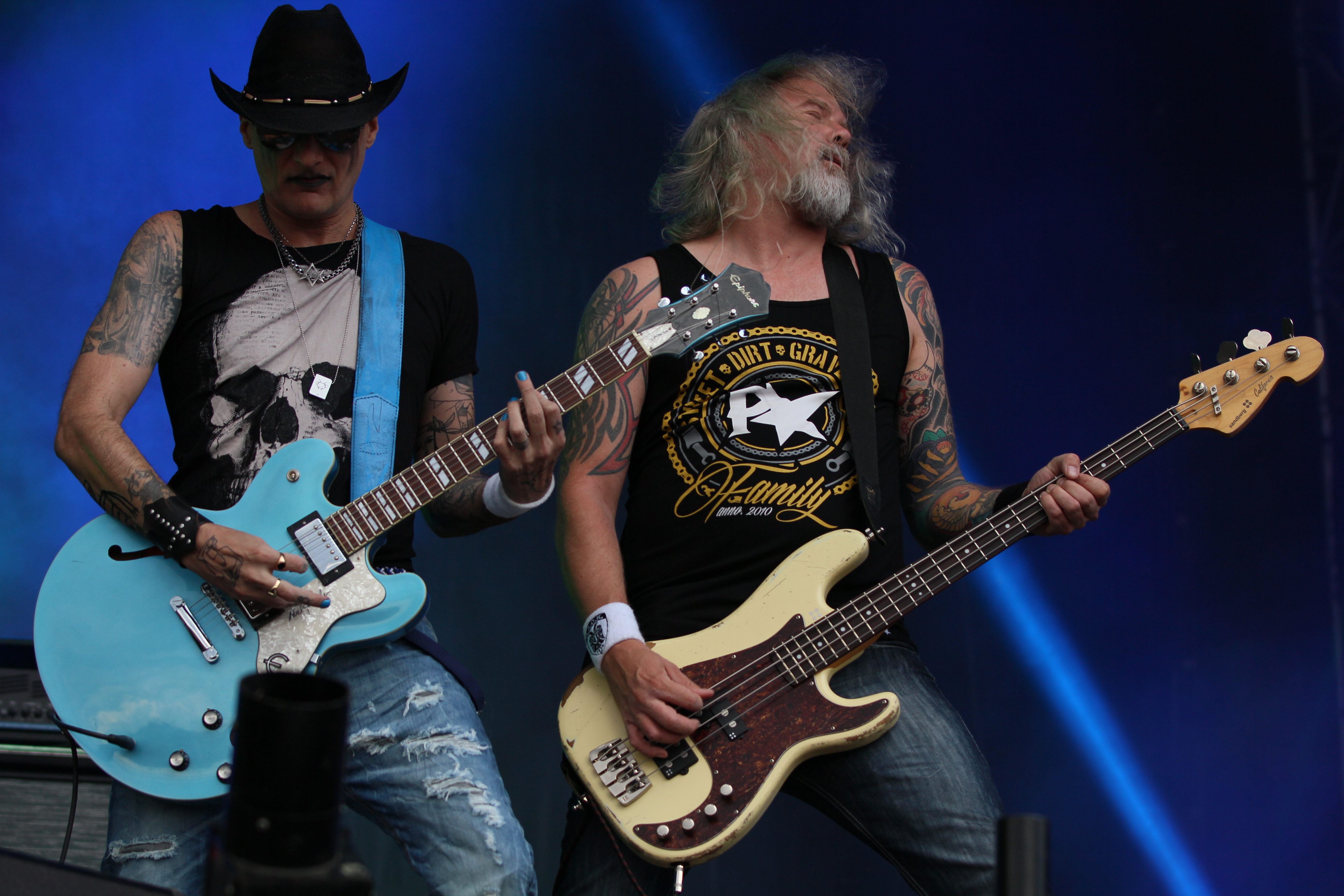
Johan Edlund e Anders Iwers al Rockharz Open Air 2014

Con Skeleton Skeletron datato 1999 presentano un gothic rock meno pesante e più orecchiabile. Nel 2001 Johan Edlund forma un'altra band, i Lucyfire, con i quali pubblica l'album This Dollar Saved My Life at Whitehorse, un disco dalle forti tinte rock e dalle canzoni easy listening ed immediate che fanno storcere leggermente il naso ai fans del passato. Archiviata la parentesi Lucyfire, i Tiamat, con i successivi Judas Christ 2002 e Prey del 2003, proseguono la via intrapresa da Edlund. Le atmosfere si fanno meno cupe, il suono si fa meno ispirato rispetto al passato e sempre più orecchiabile nonostante permangano forti venature dark e gothic. Nel 2005 esce il loro primo DVD, Church of Tiamat.
Il 2008 è l'anno del come-back: a distanza di 5 anni i Tiamat tornano in studio ed incidono Amanethes, distribuito dalla Century Media Records.
Il 10 agosto 2008, Thomas Wyreson ha annunciato che stava per lasciare la band, affermando che "è semplicemente difficile far funzionare tutto con la famiglia, ecc.".
La loro canzone Cain era anche presente nel videogioco Vampire: The Masquerade - Bloodlines.
Il decimo album in studio della band, The Scarred People, è stato pubblicato il 2 novembre 2012 dalla Napalm Records .

## Formazione

### Formazione attuale
- Johan Edlund - voce, chitarra (1989-presente), tastiere, theremin (1997-presente)
- Lars Sköld - batteria (1994-presente)
- Anders Iwers - basso (1996-presente)
- Roger Öjersson - chitarra, tastiere, mandolino, voce addizionale (2012-presente)

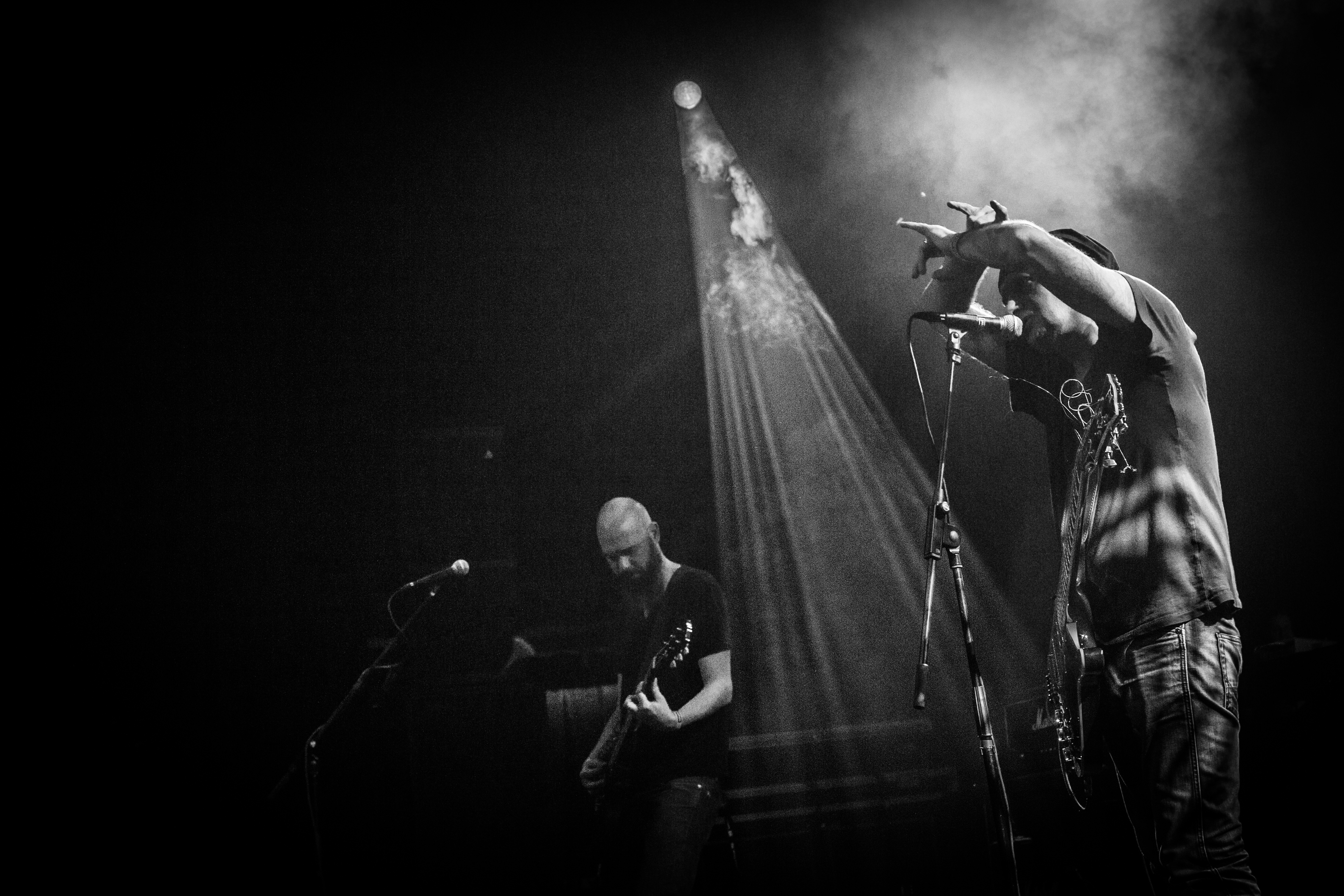
Johan Niemann e Edlund all' Eindhoven Metal Meeting 2016

### Ex componenti
- Jörgen "Juck" Thullberg - basso (1989-1992)
- Anders Holmberg - batteria (1989-1990)
- Stefan Lagergren - chitarra (1989-1990)
- Niklas Ekstrand - batteria (1990-1994)
- Thomas Petersson - chitarra (1990-1994, 1996-1999, 2001-2008)
- Johnny Hagel - basso (1992-1996)
- Niklas Ekstrand - tastiere (1992-1994)
- P.A. Danielsson - tastiere (1994-1995)

## Discografia

### Album in studio
- 1990 - Sumerian Cry
- 1991 - The Astral Sleep
- 1992 - Clouds
- 1994 - Wildhoney
- 1997 - A Deeper Kind of Slumber
- 1999 - Skeleton Skeletron
- 2002 - Judas Christ
- 2003 - Prey
- 2008 - Amanethes
- 2012 - The Scarred People

### Live album
- 1993 - The Sleeping Beauty (Live in Israel)

## Videografia

### DVD
- 2006 - Church of Tiamat